# Bachu
Bachu (chiń. 巴楚县; pinyin: Bāchǔ Xiàn; ujg. مارالبېشى ناھىيىسى, Maralbeshi Nahiyisi) – powiat w zachodnich Chinach, w regionie autonomicznym Sinciang, w prefekturze Kaszgar. W 2000 roku liczył 375 883 mieszkańców.